# Kansas Indy 300 2003
Kansas Indy 300 2003 var ett race som var den åttonde deltävlingen i IndyCar Series 2003. Racet kördes den 6 juli på Kansas Speedway. Bryan Herta tog sin första ovalseger i karriären, efter att fått sitt bränsle att räcka längre än de andra förarna. Hélio Castroneves slutade tvåa, medan Gil de Ferran blev trea. Mästerskapsledaren Tony Kanaan slutade fyra, vilket utökade hans totala ledning mot loppets sexa Scott Dixon. 

## Slutställning
| Plats | Förare            | Team                     | Grid | Kvaltid |
| ----- | ----------------- | ------------------------ | ---- | ------- |
| 1     | Bryan Herta       | Andretti Green Racing    | 11   | 25,432  |
| 2     | Hélio Castroneves | Marlboro Team Penske     | 6    | 25,376  |
| 3     | Gil de Ferran     | Marlboro Team Penske     | 4    | 25,350  |
| 4     | Tony Kanaan       | Andretti Green Racing    | 8    | 25,382  |
| 5     | Kenny Bräck       | Team Rahal               | 12   | 25,434  |
| 6     | Scott Dixon       | Chip Ganassi Racing      | 1    | 25,091  |
| 7     | Roger Yasukawa    | Fernández Racing         | 14   | 25,458  |
| 8     | Greg Ray          | Access Motorsports       | 9    | 25,396  |
| 9     | Tomas Scheckter   | Chip Ganassi Racing      | 2    | 25,113  |
| 10    | Jaques Lazier     | A.J. Foyt Enterprises    | 15   | 25,522  |
| 11    | Sarah Fisher      | Dreyer & Reinbold Racing | 22   | 26,385  |
| 12    | Robbie Buhl       | Dreyer & Reinbold Racing | 20   | 26,151  |
| 13    | Buddy Lazier      | Hemelgarn Racing         | 21   | 26,196  |
| 14    | Al Unser Jr.      | Kelley Racing            | 7    | 25,378  |
| 15    | A.J. Foyt IV      | A.J. Foyt Enterprises    | 16   | 25,673  |
| 16    | Scott Sharp       | Kelley Racing            | 10   | 25,403  |
| 17    | Sam Hornish Jr.   | Panther Racing           | 18   | 26,029  |
| 18    | Tora Takagi       | Mo Nunn Racing           | 3    | 25,154  |
| 19    | Buddy Rice        | Cheever Racing           | 19   | 26,071  |
| 20    | Vitor Meira       | Team Menard              | 17   | 25,857  |
| 21    | Dan Wheldon       | Andretti Green Racing    | 13   | 25,464  |
| 22    | Felipe Giaffone   | Mo Nunn Racing           | 5    | 25,368  |